# اولیس و سیرن‌ها
اولیس و سیرن‌ها (به انگلیسی: Ulysses and the Sirens) یک نقاشی رنگ روغن از نقاش انگلیسی در عصر ویکتوریا، هربرت جیمز دراپر می‌باشد که در سال ۱۹۰۹ طرح گردید، ابعاد این تابلوی دراپر (۶۹/۲۵ × ۸۴) اینچ می‌باشد که امروزه در گالری هنر فرنس کینگستن هال انگلستان قرار دارد.
این گالری نقاشی دراپر را در سال ۱۹۱۰ و به مبلغ ۶۰۰ پوند خریداری کرد، دراپر همچنین یک نسخهٔ بدل المثنی از این نقاشی را نیز طراحی کرد که در گالری هنر لیدز قرار دارد، موضوع این نقاشی یک قسمت از شعر حماسی هومر مربوط به کتاب ادیسه است که در آن اولیس به خاطر صدای سیرنها در عذاب است، در برداشت هومر از این ماجرا تنها صدای دو سیرن وجود دارد در حالی که در علفزار هستند، نقاشی اولیس را نشان می‌دهد در حالی که به دکل کشتی گره خورده است و تحت تأثیر صدای اغواگر سیرن‌ها قرار گرفته، صدای سیرن‌ها در هنر یونان باستان به عنوان صدایی زشت و ترسناک ترسیم گردیده، دراپر روح محتوای داستان را اقتباس کرده اما تمام خصوصیات را منتقل نمی‌نماید و در قالب کلی چنین برداشت می‌شود که سرین‌ها با چهره و صدای اغواگر به کشتی اولیس حمله‌ور می‌شوند.
نظریه‌پرداز اجتماعی نروژی جان الستر از نام این نقاشی برای عنوان کتاب خود که در سال ۱۹۷۹ منتشر شد استفاده کرد.